# Geocentrische breedte
De geocentrische breedte (ψ) is in de geodesie een breedtegraad die wordt berekend met de plaatsvector vanaf een meetpunt naar het middelpunt van de Aarde. Dit in tegenstelling tot de geografische breedtegraad, die wordt berekend met de verticaal op de gebruikte referentie-ellipsoïde.
Het verschil met de geografische breedte (aangeduid met B, β of φ) kan oplopen tot rond de 0,19° (rond de 20 km). De bij geografische breedtegraden gebruikte verticalen gaan niet door het middelpunt van de Aarde heen, maar liggen er minimaal ongeveer 20 km vandaan.